# Eunice bottae
Eunice bottae är en ringmaskart som beskrevs av Jean Louis Armand de Quatrefages de Bréau 1866. Eunice bottae ingår i släktet Eunice och familjen Eunicidae. Inga underarter finns listade i Catalogue of Life.